# Xavier Ribalta i Secanell
Francesc Xavier Ribalta i Secanell (Tàrrega, l'Urgell, 3 de juny de 1943) és un cantautor reconegut artísticament com a Xavier Ribalta.
Inicia la seva activitat artística l'any 1965 en l'àmbit de la cançó d'autor i la nova cançó, moviment musical del qual es va sentir menystingut perquè no va ser admès dins el grup dels Setze Jutges. Proper a la cançó francesa desenvolupa la seva vida artística en els escenaris espanyols a partir de 1976 en col·laboració amb el cantautor Paco Ibáñez. L'any 1981 fa una gira pels Estats Units fent recitals en 75 universitats i gravant un disc a Boston. El 1982 presenta a Madrid el seu disc dedicat al Cant Espriritual de Joan Maragall. que presentà l'any següent al Carnegie Hall de Nova York,
La seva cançó evoluciona musicant la poesia i fent adaptacions de poetes com Salvador Espriu, Joan Salvat Papasseit, Apel·les Mestres, Joan Maragall, Màrius Torres, Joan Colomines, Joan Horta i Pere Oriol Costa.

## Discografia
- 1965. Xavier canta les seves cançons. Colúmbia SCGE 81243.
- 1967. La poesia catalana, MN 20.001 (França)
- 1968. La poesia catalana, Polydor 2062034.
- 1970. Tot l'enyor de demà, Polydor 2385034.
- 1972. Cançons anònimes, Polydor 2385034.
- 1974. Onze cançons amb esperança, RCA SPLI‐2254.
- 1976. Som Aquí, RCA 2255.
- 1976. Xavier Ribalta a l'Olympia, RCA SPLI‐2494.
- 1977. Altes parets de somni, RCA PL‐35180.
- 1979. Xavier Ribalta. Cançons populars, RCA PL‐35293.
- 1981. Xavier Ribalta in North America, Fleet Wood BMC 5170.
- 1983. Xavier Ribalta. Resum in North America, Doble àlbum.RCA INTERNACIONAL. ECPL‐3075 (2)
- 1985. Xavier Ribalta canta Joan Maragall, ORGAN JAUS.
- 1988. Xavier Ribalta canta Apel·les Mestres, “Cants Íntims” PDI G801791.
- 1994. Xavier Ribalta canta Joan Maragall, Reed. Dins la col·lecció de Trobadors i Joglars PDI.
- 1998. Xavier Ribalta Antologia de Cants íntims, 2 CD. PDI Q‐4509.
- 2000. Xavier Ribalta Canta Joan Salvat‐Papasseit “Arquer d'amor”. Dist. Actua
- 2000. Xavier Ribalta. La Veu i la Paraula.
- 2001. Xavier Ribalta Canta Léo Ferré. PICAP.
- 2003. Xavier Ribalta De Papasseit a Léo Ferré. En directe a l'Espai. PICAP
- 2005. INTEGRAL 1965‐2006. Caixa amb 9 CD. Dist. Actual Records..
- 2006/07‐ Xavier Ribalta Canta Joan Margarit. Cançons d'Amor, Soledat, Llibertat i Malenconia. Dist.

Actual Records.
- 2008. Xavier Ribalta. Una vida per la cançó. Antologia 1963‐2008, Factoría AUTOR.